# Христианская антииудейская литература
Христианская антииудейская литература — разновидность христианской апологетической литературы, направленная на ведение богословской полемики с иудаизмом. Истоки христианской антииудейской полемики исследователи обнаруживают в текстах Нового Завета. Из раннехристианских авторов и Отцов церкви «против иудеев» писали Варнава, Юстин Мученик, Тертуллиан, Ипполит Римский, Ориген, Киприан Карфагенский, Новациан, Евсевий Кесарийский, Григорий Нисский, Иоанн Златоуст, Аврелий Августин, Кирилл Александрийский, Евагрий Понтийский, Филипп Сидский, Анастасий Синаит. Первоначальной целью христианских полемистов было обращение иудеев. Наиболее известным представителем текстов данной направленности считаются 8 речей Иоанна Златоуста. По форме они могли представлять собой трактаты, диалоги или отчёты о публичных диспутах. Произведения «против иудеев» появлялись до XVIII века. Многие христианские авторы, начиная с Тертуллиана, озаглавливали свои антииудейские сочинения Adversus Judaeos (также Adversus-Iudaeos), как теперь называют весь жанр.

## Типология

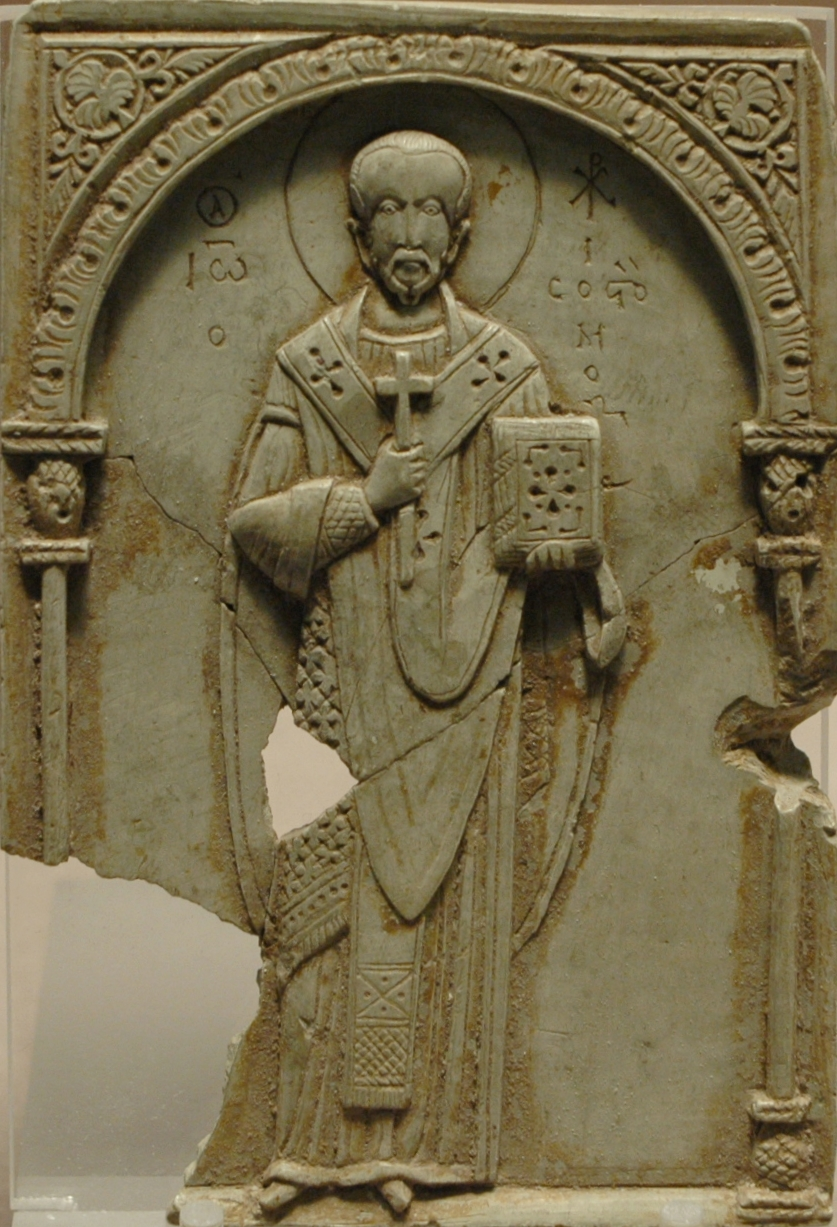
Иоанн Златоуст, Византийский рельеф XI века, Лувр

В связи со значительной жанровой неоднородностью антииудейских текстов, дискуссионным является вопрос, какие из них являются полемическими, а какие адресованы христианской аудитории. Как правило, к полемическим относят только произведения в форме диалога, но существует также тенденция не ограничивать рассмотрение отдельными литературными формами. Христианская антииудейская литература включает значительное количество текстов различных жанров, созданных при различных исторических обстоятельствах. Первым их в целом рассмотрел немецкий богослов Адольф фон Гарнак в рамках своего исследования «Die Altercatio Simonis Iudaei et Theophili Christiani nebst Untersuchungen über die antijüdische Polemik in der alten Kirche» (серия Texte und Untersuchungen zur Geschichte der altchristlichen Literatur, Bd. 1, 1883). По мнению Гарнака и ряда других исследователей, указывающих на стереотипный характер произведений, целью антииудейской полемики изначально не было обращение иудеев, и литература данного жанра решала исключительно внутрихристианские задачи. В такой парадигме назначением трактатов было исключение неверного понимания Священного писания. С риторической точки зрения, высказывание от имени вымышленного иудея образовывало известный из учебников красноречия приём этопеи (имперсонации). Использование иудеев в качестве антагониста позволяло читателю сделать правильный выбор в обсуждаемом вопросе. С другой стороны, в таком случае не вполне понятно, в чём состояло педагогическое значение выбора именно иудеев в качестве формальных оппонентов. В более новых исследованиях антииудейские произведения рассматриваются как отражение реально имевших место иудео-христианских взаимоотношений.
Общепринятой таксономии жанра к настоящему времени не существует. Согласно классификации А. Хьюлена (Amos B. Hulen), различают три типа антииудейских трактатов. Поучительные (expository) имели целью обращение евреев посредством доказательства истинности христианства; самым ранним представителем данной категории считается Послание Варнавы. Дискуссионные (argumentative), ранним примером которых служит «Диалог с иудеем Трифоном» Юстина Мученика, и обличительные (denunciatory), исходящие из предпосылки, что евреи являются покинутым Богом народом, и надежды на их обращение бесплодны. Примером последних являются речи Иоанна Златоуста. Произведения «против иудеев» включают перечни свидетельств религиозных оппонентов (Киприан, Исидор Севильский, псевдо-Григорий Нисский), обсуждение частных вопросов («Об иудейской пище» Новациана или являются систематическим изложением предмета (Тертуллиан, Юстин). Распространённой формой были проповеди. Для произведений после XII века А. Функенштейн (Amos Funkenstein) предлагает следующую классификацию: восходящие к античным образцам диалоги и трактаты; рационалистическая полемика, выводящая превосходство христианской веры философскими методами; нападения на Талмуд и пост-библейскую литературу в целом, обоснование её еретичности даже с точки зрения иудаизма; попытки доказать, что даже пост-библейская еврейская литература свидетельствует в пользу истинности христианства. В течение времени своего существования в рамках жанра обсуждался стабильный набор тем: партикуляризм и неактуальность законов Моисея, утрата евреями положения избранного народа, обоснование Иисуса Христа в качестве истинного мессии и христианского учения о Троице.

## В раннем христианстве
Немецкий классический филолог Йоханнес Геффкен утверждал, что христианская апологетическая литература является наследницей иудейской апологетической традиции. Первым известным античным автором, высказывавшимся критически о евреях был древнегреческий философ Теофраст в III веке до н. э. В своём сочинении «О благочестии» он ставил им в вину практику жертвоприношений. К числу ранних авторов, выражавших критику в адрес иудаизма относят также Гекатея Абдерского и египетского жреца Манефона.
Основной задачей раннехристианской апологетической литературы была защита от обвинений в атеизме, политической неблагонадёжности и аморальном поведении. В то же время, общины первых христиан в Иерусалиме, Антиохии, городах Малой Азии и в Риме контактировали и враждовали с евреями. Отсылки к вражде между ними находят во многих местах Нового Завета. Американский библеист Гарольд Аттридж наиболее показательным считает фрагмент из Евангелия от Иоанна: «Ваш отец диавол; и вы хотите исполнять похоти отца вашего. Он был человекоубийца от начала и не устоял в истине, ибо нет в нём истины. Когда говорит он ложь, говорит свое, ибо он лжец и отец лжи» (Ин. 8:44). Немецкий богослов Берндт Шеллер отмечает, что в виду обособления христианских общин от еврейской среды антииудейский потенциал текстов Нового Завета начал использоваться начиная с последней трети I века, а со второй половины II века такая практика стала установившейся. Профессор Джеймс С. Макларен (James Stuart McLaren) из Австралийского католического университета поворотным моментом в отношениях христиан и иудеев называет последовавшие за Великим пожаром Рима 64 года гонения, когда, как предполагает исследователь, именно иудеи помогли римским властям идентифицировать членов тогда ещё малоизвестной секты. Первым произведением, отражавшим изменившееся отношение, Макларен называет Евангелие от Марка, нередко датируемое 60—70 годами.
Согласно одной из точек зрения, самыми ранними трудами «против иудеев» были тестимонии, то есть сборники цитат из Ветхого завета, обосновывающих христианские пророчества. Предположительно, тестимонии (не известно, существовала только одна «Книга тестимоний», или их было несколько), были собраны самыми первыми христианами около 45 года. Бесспорными представителями жанра являются послание апостола от 70 Варнавы (ок. 132), «Диалог с иудеем Трифоном» Юстина Мученика (ок. 160) и приписываемый Аристону Пелльскому утраченный «Диалог Иасона с Паписком» (между 135 и 178). Бесплодность споров с иудеями стала очевидной уже к концу II века. Тертуллиан писал: «в недавнем времени произошёл спор между одним Христианином и иудейским прозелитом. Спор продолжался с той и другой стороны до самого вечера, но ничем определённым не кончился» («Против иудеев», 1). Идеи Тертуллиана нашли широкое признание в святоотеческой традиции.

## В Средние века
К VII веку положение евреев в Византии стабилизировалось, однако осада и падение Иерусалима в ходе последней ирано-византийской войны разрушило сложившийся баланс. Сотрудничество евреев с персами, приведшее к гибели множества христиан и утрате важнейших реликвий было вознаграждено захватчиками возрождением эфемерного еврейского государства. Восстановив власть над Палестиной, император Ираклий I начал репрессии против иудеев. В 636 году был издан эдикт об их насильственном крещении, а христианские авторы откликнулись новыми произведениями в жанре adversus Judaeos. Широкую известность в христианском мире получил составленный в первой половине века VII рассказ о насильственном крещении «Учение Иакова». Если в ранней историографии «Учение» рассматривалось как практически стенографическая запись реального спора, современные исследователи единодушно считают его вымыслом автора.

## Исследования
Наиболее полным исследованием в данной области является четырёхтомная монография Хайнца Шрекенберга «Die christlichen Adversus-Judaeos-Texte und ihr literarisches und historisches Umfeld» (1994).